# Принцип Гюйгенса — Френеля

Преломление волн по Гюйгенсу: синие линии и синяя стрелка — фронты падающей волны и направление вектора фазовой скорости в первой среде; жёлтые точки и серые полуокружности — вторичные источники на границе раздела двух сред и фронты порождённых ими сферических волн во второй среде; зелёные линии и зелёная стрелка — фронты преломлённой волны и направление вектора фазовой скорости во второй среде

Дифракция волны на прямоугольном отверстии в непрозрачном экране по Гюйгенсу

Принцип Гюйгенса — Френеля — основной постулат волновой теории, описывающий и объясняющий механизм распространения волн, в частности, световых.

## Описание
Принцип Гюйгенса-Френеля является развитием принципа, который ввёл Христиан Гюйгенс в 1678 году: каждая точка фронта (поверхности, достигнутой волной) является вторичным (то есть новым) источником сферических волн. Огибающая фронтов волн всех вторичных источников становится фронтом волны в следующий момент времени.
Принцип Гюйгенса в таком виде объясняет распространение волн, согласующееся с законами геометрической оптики, но не может достаточно полно, а тем более количественно, объяснить явление дифракции. Френель в 1815 году дополнил принцип Гюйгенса, введя представления о когерентности и интерференции элементарных волн, что позволило рассматривать на основе принципа Гюйгенса — Френеля и дифракционные явления.
Принцип Гюйгенса — Френеля формулируется следующим образом:
| Каждый элемент волнового фронта можно рассматривать как центр вторичного возмущения, порождающего вторичные сферические волны, а результирующее световое поле в каждой точке пространства будет определяться интерференцией этих волн. |

Немецкий физик Густав Кирхгоф придал принципу Гюйгенса строгий математический вид, показав, что его можно считать приближённой формой теоремы, называемой интегральной теоремой Кирхгофа.
Фронтом волны точечного источника в однородном изотропном пространстве является сфера. Амплитуда возмущения во всех точках сферического фронта волны, распространяющейся от точечного источника, одинакова.
Дальнейшим обобщением и развитием принципа Гюйгенса является формулировка через интегралы по траекториям, служащая основой современной квантовой механики.